# フィリップ・ノストラダムス
フィリップ・ノストラダムス（Philippe Nostradamus, 生没年不明）は、フランスの医師・占星術師ノストラダムスに便乗した占星術師の一人である。ノストラダムスの偽者は複数いたが、このフィリップ・ノストラダムスは、ノストラダムスの正式な血族によって偽者と名指しされた唯一の人物でもある。ノストラダムスの実弟ジャン・ド・ノートルダムは1570年1月25日付のスチピオン・チーボ（Scipion Cibo）に宛てた手紙で、「フィリップ・ド・ノートルダムとかいう輩（ce quidam Philippe de Nostredame）」は権威付けにノートルダム姓を名乗っているだけであり、「その他のノストラダムス達」も含め、誰一人正当な血縁者はいないと述べている（Dr. Edgar Leroy [1993], p.131）。
フィリップの著作の刊行点数は他の偽ノストラダムスにくらべて少ないが、活動期間は最も長い。ただし、フランス国内で著作等を刊行したことは確認されていない（いくつかの文献には「フランス語から訳された」とあるが、2005年現在で該当するフランス語文献は確認されていない）。この人物の素性は一切分かっていない。
現在確認されている彼の著作はイタリア語で書かれた以下の5つのみである。
- 『1566年向けの占筮あるいは真の判断 Pronostico o vero giudico sopra l'anno 1566』（フィレンツェ、1565年）
- 『卓抜な占星術師フィリッポ・ノストラダーモ師の言説 Discorsi dell'Eccell Astrologo M. Philippo Nostradamo』（ナポリ、1575年）
- 『卓抜な占星術師フィリポ・ノストラダムス師により算定された現1587年向けの暦と占筮 Almanacco et pronostico per l’anno presente M. D. LXXXVII. Calculato per l’eccellente astrologo M. Philipo Nostr’adamus』（ヴェローナ、1587年）
- 『フィリッポ・ノストロ・アダモ師による1588年から1591年までの言説と予測の第一部 Prima parte del Discorso et pronostico de missier Filippo Nostro Adamo, astrologo preclarissimo, sopra l'anno 1588 predicendoli quanto succedera per l'avenire fin à l'anno 1591』（出版地不明、1587年頃）
- 『豊年、凶年を付した永遠の暦 Lunario perpetuo con li anni fertili e sterili...Calculato per Filippo Nostradamo』（瓦版。フィレンツェ、1593年）

また、本人の著作とは異なると思われるが、次のような文献も現存する（編者未詳）。
- 『卓抜なフランス人フィリッポ・ノストラダーモ師、卓抜なミシェル・ノストラダムス師、卓抜なフラミニオ・チコニャ師、…の閏年である現1600年向けの占筮と言説 Pronostichi et discorsi sopra il presente anno bisestile, 1600 di diuersi eccellent. autori li quali sono. L'eccellente M. Filippo Nostradamo francese. L'eccellente M. Michiele Nostradamo. L'eccellente M. Flaminio Cicogna...』（チェゼーナ、1600年）
ノストラダムスと偽ノストラダムスがタイトルに列挙されている珍しい文献であり、現時点（2005年現在）では他にこのような文献は確認されていない。